# Colère du ventre vide
La colère du ventre vide est un ensemble de symptômes comportementaux associés à la faim. Différentes études ont mis en évidence des modifications comportementales lorsque les personnes ont faim. Une personne ayant faim commence à se comporter de manière particulière et imprévisible et à devenir plus agressive.

## Description
La faim s'accompagne d'une irritabilité et de difficultés à se concentrer. Les personnes ayant faim éprouvent des difficultés à s’exprimer clairement, à être polies et agréables.
Les écoliers ne recevant pas une nourriture en quantité adéquate et suffisante ont des difficultés scolaires liées à ces problèmes de concentration.
La colère du ventre vide a également été observée chez les drosophiles mâles ainsi que chez les chamois.

## Causes
C'est la baisse des taux de glycémie dans le sang qui serait à l’origine de ces modifications comportementales provoquées par la faim. Le cerveau active des mécanismes de survie pour pouvoir augmenter les chances de trouver ou d’accéder à de la nourriture y compris en recourant à la violence.
La théorie de l'évolution suggère que deux phénomènes peuvent s'opposer : l'agressivité augmente lorsque la disponibilité des ressources est plus faible mais a contrario l'énergie allouée aux interactions agressives devrait augmenter lorsque les ressources alimentaires sont plus abondantes permettant ainsi une plus grande sélection au sein d'un groupe. Une étude portant sur des chamois a mis en évidence le rôle de l'épuisement de la nourriture dans l'augmentation de l'agressivité entre les individus en quête de nourriture avec des effets en cascade sur la phénologie du groupe, la vigilance et le stress. Dans les zones peu abondantes en nourriture, les chamois étaient plus agressifs que dans les zones abondantes en nourriture.
Une étude de 2015 a montré que l'augmentation de la colère était clairement proportionnelle au taux de glycémie chez les humains.
Pour contrebalancer l'hypoglycémie, le corps sécrète des hormones de croissance, du glucagon, de l’adrénaline et du cortisol qui favorisent le stress ainsi que des neuropeptides Y qui régulent l’agressivité et la colère.
Certaines études nuancent cependant l'association entre faim et colère, la faim seule ne suffirait pas pour ressentir la colère du ventre vide. La colère se développerait surtout chez les personnes dont l'humeur était déjà négative avant d'avoir faim,.